# 弗兰克·赫伯特
小富兰克林·帕特里克·赫伯特（英語：Franklin Patrick Herbert Jr.，1920年10月8日—1986年2月11日）是一名美国科幻小说作家。于华盛顿州塔科玛出生，於威斯康星州麥迪遜去世，于华盛顿大学畢業。1960年出版《海裡的龍》，最重要作品有1965年的小說以及五部續作：   
- （Dune，1965年）
- 《沙丘救世主》（Dune Messiah，1969年）
- （Children of Dune，1976年）
- 《沙丘神皇》（The God Emperor of Dune，1981年）
- 《沙丘异教徒》（Heretics of Dune，1984年）
- 。（Chapter House：Dune，1985年）